# فرناندا آبرو
فرناندا آبرو (زاده ۸ سپتامبر ۱۹۶۱) یک خواننده برزیلی است. فرناندا در یک خانواده متوسط در منطقه جنوبی ریودوژانیرو به دنیا آمد و بزرگ شد.

## آهنگ‌شناسی
| عنوان                        | جزئیات                                                                                       | حراجی              | گواهینامه‌ها    |
| ---------------------------- | -------------------------------------------------------------------------------------------- | ------------------ | -------------- |
| SLA رادیکال رقص دیسکو باشگاه | - تاریخ انتشار: ۱۷ مارس ۱۹۹۰ - برچسب: EMI - فرمت: سی دی، ال پی                               | - سینه بند: ۲۶۰۰۰۰ | - ABPD: پلاتین |
| SLA 2 نمونه باشید            | - منتشر شده: ۲۰ آوریل ۱۹۹۲ - برچسب: EMI - فرمت: سی دی، ال پی                                 | - سینه بند: ۴۰۰۰۰۰ | - ABPD: پلاتین |
| دالاتا                       | - تاریخ انتشار: ۱۴ تیر ۹۵ - برچسب: EMI - فرمت: سی دی                                         | - سینه بند: ۱۰۰۰۰۰ | - ABPD: طلا    |
| Entidade Urbana              | - تاریخ انتشار: ۱۵ نوامبر ۲۰۰۰ - برچسب: EMI - فرمت: سی دی                                    | - سینه بند: ۵۰۰۰۰  |                |
| ناپاز                        | - تاریخ انتشار: ۱۵ ژوئیه ۲۰۰۴ - برچسب: EMI , Garota Sangue Bom - فرمت: سی دی، دانلود دیجیتال | - سینه بند: ۵۰۰۰۰  | - ABPD: طلا    |
| آمور جرال                    | - تاریخ انتشار: ۲۰ می ۲۰۱۶ - برچسب: سونی، Garota Sangue Bom - فرمت: سی دی، دانلود دیجیتال    | - سینه بند: ۱۰۰۰۰  |                |